# 1750 Eckert
1750 Eckert eller 1950 NA1 är en asteroid i huvudbältet, som korsar planeten Mars omloppsbana. Den upptäcktes 15 juli 1950 av den tyske astronomen Karl Wilhelm Reinmuth i Heidelberg. Den har fått sitt namn efter den amerikanske astronomen Wallace John Eckert.
Den tillhör asteroidgruppen Hungaria.